# Costachorema callistum
Costachorema callistum är en nattsländeart som beskrevs av Mcfarlane 1939. Costachorema callistum ingår i släktet Costachorema och familjen Hydrobiosidae. Inga underarter finns listade i Catalogue of Life.